# 迪爾菲爾德科勒尼 (蒙大拿州)
迪爾菲爾德科勒尼（英語：Deerfield Colony）是位於美國蒙大拿州弗格斯縣的普查規定居民點。

## 人口
根據2020年美國人口普查的數據，迪爾菲爾德科勒尼的面積為1.48平方千米，當中陸地面積為1.47平方千米，而水域面積為0.01平方千米。當地共有人口48人，而人口密度為每平方千米32.43人。